# Колинько, Артём Александрович
Артём Александрович Колинько (укр. Артем Олександрович Колінько; род. 23 апреля 1984 года) — украинский спортсмен-паралимпиец, соревнующийся в бочча. Бронзовый призёр летних Паралимпийских игр 2024 в Париже.

## Биография
Начал заниматься бочча в реабилитационном центре в Крыму.
В 2023 году в паре с Натальей Коненко победил на Европейском Парачемпионате в Роттердаме в турнире смешанных пар (класс BC4).
В 2024 году принял участие на летних Паралимпийских играх 2024 в Париже в индивидуальном и смешанном парном турнирах в классе BC4. В индивидуальном турнире в отборочном раунде занял второе место в группе, победив канадца Юлиана Чобану (счёт 6:1) и малайца Абдула Раззака Абдула Рахмана (4:1) и проиграв будущему чемпиону, британцу Стивену Макгуайру (1:7). В четвертьфинале победил китайца Чжэн Юаньсэня (3:2), в полуфинале проиграл колумбийцу Эдильсону Чике (1:3). В матче за третье место победил хорвата Давора Комара (4:3) и завоевал бронзовую медаль, которая стала первой медалью Украины в бочча за всю историю выступления страны на Паралимпийских играх. В смешанном парном турнире выступал в паре с Натальей Коненко. В отборочном раунде заняли первое место в группе, победив Малайзию (Абдул Раззак Абдул Рахман и Нур Аскузаймей Мат Салим) со счётом 5:4 и Колумбию (будущие чемпионы парного турнира, брат и сестра — Эдильсон Чика и Лейди Чика) на тай-брейке после счёта 3:3. В четвертьфинале уступили канадской паре (Юлиан Чобану и Элисон Левайн) со счётом 0:6.

## Награды
- Орден «За заслуги» ІІІ степени (18 сентября 2024 года)[4]